# Battista Lena
Battista Lena (Viareggio, 8 giugno 1959) è un musicista e compositore italiano.

## Biografia
Nato a Viareggio, è figlio della critica d'arte, filosofa e attivista femminista Carla Lonzi. Ha vissuto a Milano fino al 1973 dove ha iniziato a suonare la chitarra da autodidatta. In seguito si trasferisce con la madre a Roma dove inizia a interessarsi al Jazz studiando con Eddy Palermo.
Professionalmente è attivo dalla metà degli anni ottanta collaborando con Roberto Gatto col quale incide 5 Cd.
Dal 1991 al 1996 prende parte a quasi tutti i progetti del trombettista Enrico Rava sia nella formazione italiana con Roberto Gatto e Paolino Dalla Porta sia in quella europea con Palle Danielsson e Jon Christensen, registrando "Rava l'Opera Và" vincitore del referendum indetto dalla rivista specializzata Musica Jazz per "Miglior disco dell'anno" nel 1994. Con queste formazioni compie numerose tournée in Europa.
Nel 2008 la prestigiosa Big Band della radio tedesca WDR Big Band Köln ha realizzato registrazioni e concerti Euroradio dedicati alla sua musica.
È stato docente di chitarra jazz ai corsi di perfezionamento di Siena Jazz, di Roccella Jonica.
Dal 2008 al 2012 ha insegnato composizione e chitarra jazz alla New York University a Firenze.
Ha partecipato, con propri progetti ai seguenti festival internazionali:
- 1997 Umbria Jazz
- 1998 Mostra del Cinema di Venezia
- 1998 Sagra Musicale Umbra
- 1998 Salone della Musica Torino
- 1998 Theatre Odeon in Paris
- 1998Festival de Jazz et Ailleurs Amiens
- 1998 Fete du vendanges Suresnes
- 1998 Umbria Jazz
- 1998Festival du Vent Calvì
- 1998 International Jazz Festival Beijing
- 1998 International Jazz Festival Shanghai
- 1999 Suoni&Visioni Milano
- 1999 Kulturarena Jena
- 1999 WDR-Weltmusikfestival
- 2000 Amr jazzfestival Geneve
- 2000 Umbria Jazz
- 2001 Jvc Jazz Festival Montreal
- 2001 Grinzane Festival
- 2002 Parco della Musica Roma
- 2002 Teatro Regio Torino
- 2004 Festival Strade del Cinema, Aosta
- 2004 Festival de Jazz et Ailleurs Amiens
- 2004 Todi Arte Festival
- 2004 Saalfelden Jazzfestival
- 2005 Grénoble Jazz festival
- 2006 Roccella Jonica
- 2007 Roccella Jonica
- 2008 Köln
- 2009 Alpentone
- 2012 Mittelfest
- 2013 Auditorium Parco della Musica
- 2016 Torino Jazz Festival
- 2016 Desenzano Jazz Festival
- 2018 Mannheim Sommer Fest
- 2020 Sarteano Jazz and Blues

È sposato con la cineasta Francesca Archibugi, con la quale ha tre figli.

## Lavoro con la Banda e Opera Jazz
Nel 1997 registra Banda Sonora per l'etichetta francese Label Bleu.
Il progetto realizzato con Enrico Rava, Gabriele Mirabassi, Gianni Coscia, Enzo Pietropaoli, Marcello Di Leonardo e la Banda Bonaventura Somma di Chianciano Terme ha un successo notevole.
Banda Sonora verrà replicato in numerosi festival internazionali in Europa e in Cina.
Il Cd guadagna lo "Choc de la Musique" della rivista Jazzman e le prestigiose "ffff" di Teléramà.
Nel 2002 sempre con Label Bleu realizza l'opera jazz "I Cosmonauti Russi" con testi dello scrittore Marco Lodoli.
Un doppio Cd in italiano e francese che vede la partecipazione fra gli altri di: Enrico Rava, Gianmaria Testa, Laura Betti, Arthur H, Rokia Traoré, Maria Pia De Vito.
Lo spettacolo viene proposto in alcuni importanti palchi italiani ed europei quali Il Teatro Regio di Torino, il Parco della Musica di Roma, Todi arte festival, Grénoble, Amiens, Saalfelden, Roccella Jonica.
Nel 2014 a Parigi, nell'ambito del protocollo Nouveaux Commanditaires della Fondation de France, ha realizzato "Ultimo Cielo" per ensemble amatoriale, Franck Assemat, Gabriele Mirabassi, Fulvio Sigurtà, Daniele Mencarelli, Stefano Tamborrino. Il progetto è ispirato all'opera dell'artista Pinot Gallizio.

## Colonne sonore

### Cinema
- La guerra appena finita, regia di Francesca Archibugi – cortometraggio (1982)
- Il sogno truffato, regia di Francesca Archibugi – cortometraggio (1982)
- Il vestito più bello, regia di Francesca Archibugi – cortometraggio (1984)
- Mignon è partita, regia di Francesca Archibugi (1989)
- Verso sera, regia di Francesca Archibugi (1991)
- Il grande cocomero, regia di Francesca Archibugi (1993)
- Con gli occhi chiusi, regia di Francesca Archibugi (1994)
- Ferie d'agosto, regia di Paolo Virzì (1996)
- El día de la bestia, regia di Álex de la Iglesia (1996)
- Ovosodo, regia di Paolo Virzì (1997)
- La strana storia di Banda Sonora,  Francesca Archibugi (1997)
- L'albero delle pere, regia di  Francesca Archibugi (1998)
- Il Guerriero Camillo, regia di Claudio Bigagli (1998)
- Domani, regia di  Francesca Archibugi (2001)
- Gabbiani, regia di  Francesca Archibugi (2004)
- Lezioni di volo, regia di  Francesca Archibugi (2007)
- Questione Di Cuore, regia di  Francesca Archibugi (2009)
- Parole Povere, regia di Francesca Archibugi (2014)
- Il Nome del Figlio, regia di  Francesca Archibugi (2015)
- Gli Sdraiati, regia di  Francesca Archibugi (2017)
- Il Grande Salto, regia di Giorgio Tirabassi (2018)
- Vivere, regia di Francesca Archibugi (2019)
- Il Colibrì, regia di Francesca Archibugi (2022)
- Un altro Ferragosto, regia di Paolo Virzì (2024)
- Una Giornata Pazzesca, regia di Francesca Archibugi - Cortometraggio (2024)

### Televisione
- Renzo e Lucia, regia di Francesca Archibugi (2004)
- Romanzo famigliare, regia di Francesca Archibugi (2018)
- La Storia, regia di Francesca Archibugi (2024)

Le sue musiche sono state utilizzate in ambito teatrale da molti registi e coreografi fra i quali Georges Lavaudant, Philippe Decouflè, George Appaix, Laurent Pelly, Giuseppe Piccioni, Esmeralda Calabria e Conchita De Gregorio.
Con l'attore Beppe Rosso ha realizzato lo spettacolo “25 Aprile, cronache di una liberazione”.
Ha realizzato le musiche per lo spettacolo "Salvatore e Nicola" testo di Ascanio Celestini con Giorgio Tirabassi.

## Discografia

### Singoli
- Con gli occhi chiusi, Bmg 1994
- Banda Sonora, Label Bleu 1997
- L'albero delle pere, Cam 1998
- Mille Corde, Egea 2000
- Plays, VVJ 2001
- Domani, Cam 2001
- I Cosmonauti Russi, Label Bleu 2003
- Mi Ami?, Lift-music 2005
- Questione di Cuore-Lezioni di Volo, Lift-movie (Original Motion Picture Soundtracks) 2015
- Il Nome del Figlio, Cam (Original Motion Picture Soundtracks) 2015
- Gli Sdraiati, Bmg (Original Motion Picture Soundtracks) 2017
- Romanzo Famigliare (Original TV series Soundtracks) 2018
- Il Grande salto, Cam (Original Motion Picture Soundtracks) 2019
- Vivere, Lotus- Sony (Original Motion Picture Soundtracks) 2019
- Ultimo Cielo, Lift-music 2020
- Banda Sonora Remastered 2020, Lift-music 2020
- I Cosmonauti Russi Remastered 2020, Lift-music 2020
- Pofaulle Sessions Vol.1 From Here, Lift-music 2020
- Pofaulle Sessions Vol.2 Barýtonos, Lift-Music 2020
- La Restanza, Lift-music 2020
- Family Portraits, Lift-Music (Ep) 2020
- Quartet, Lift-Music (Ep) 2020
- Turn Out the Stars, Lift-Music 2021
- Spring is Here, G2 (Ep) 2021
- Mood Swings, G2 (Ep) 2021
- September Song, Lift-Music (Single) 2021
- La Notte, Lift-Music (Ep) 2022
- Quiet Nights of Quiet Songs, G2 (Ep) 2023
- Bella Ciao, Lift-Music (Single) 2023
- La Storia, Cam Sugar (Original Soundtrack) 2024

### Collaborazioni
- Battista Lena e Roberto Gatto "Il Grande Cocomero", Bmg (Original Motion Picture Soundtracks)
- Gabriele Mirabassi, Battista Lena, Gianni Coscia, Enzo Pietropaoli: “Come una volta” Egea
- Artisti Vari: "Ci ritorni in mente”
- Roberto Gatto "Ask” (con John Scofield)
- Roberto Gatto "Luna"
- Roberto Gatto “Jungle Three”
- Roberto Gatto"L'avventura"
- Roberto Gatto, "Pure Imagination", Albòre Jazz
- Enrico Rava "Rava l'Opera Và” Label Bleu
- Gabriele Mirabassi: "Cambaluc" Egea
- Enzo Pietropaoli: "Stolen Songs" and “Urban Waltz” VVJ
- Enzo Pietropaoli, Battista Lena, Fulvio Sigurtà: "La Notte" Fonè